# Tabanus adiastolus
Tabanus adiastolus är en tvåvingeart som beskrevs av David Fairchild 1986. Tabanus adiastolus ingår i släktet Tabanus och familjen bromsar.
Artens utbredningsområde är Panama. Inga underarter finns listade i Catalogue of Life.